# Dax Holdren
Daxton Holdren (Santa Bárbara, 4 de setembro de 1972) é um ex-voleibolista de praia dos Estados Unidos. Conquistou a medalha de prata no Campeonato Mundial do Rio de Janeiro, em 2003.

## Carreira
Ele já se destacava como um atleta completo quando estudava na San Marcos High School, tempos depois migrou do beisebol para o vôlei. Depois de lograr alguns resultados quando jogava pelo Santa Barbara City College, decidiu competir o vôlei de praia e formar dupla com seu ex-companheiro de time, o Todd Rogers,  juntos competiram prossifionalmente e competiram no Circuito da AVP a partir de 1997, ap[os descar-se foi premiado o Recruta do Ano, entre os resultados da dupla, destaca-se oito conquistas, incluindo uma vitória no Circuito Mundial em 2000, cinco títulos na AVP e um quinto lugar no Campeonato Mundial de 2001.
Posteriormente, por duas temporadas, passou a jogare com Eric Fonoimoana, na temporada da AVP, e tinham tudo para ser a dupla que seguramente representaria os Estados Unidos nos próximos Jogos Olímpicos de 2004, mas, uma lesão no joelho em 2003, poderia adiar seu sonho olímpico.Passou a dedicar e conseguiu com muito esforço reabilitar-se e em alto nível, surpreendendo o mundo do vôlei, mudou de parceiro, e tardiamente com Stein Metzger batalharam pela qualificação olímpica, e não só conquistaram a medalha de prata no Campeonato Mundial de 2003, no Rio de Janeiro, como também garantiram vaga para Jogos Olímpicos de Verão de 2004 em Atenas, Grécia.
Ao longo de sua carreira profissional teve 14 vitórias totais no circuito da AVP e bons resultados no cenário internacional, atuamente contribui no atletismo, ajudando as ligas locais de vôlei e basquete juvenil em Santa Bárbara, onde reside com sua esposa, Jen, e seus dois filhos, Kobe e Ellis.Entrou para o Hall da Fama em 2019.